# Andrea Peron (cyclisme, 1988)
Pour les articles homonymes, voir Andrea Peron.
Andrea Peron, né le 28 octobre 1988 à Camposampiero (Vénétie), est un coureur cycliste Italien. Il évolue au sein de l'équipe Novo Nordisk depuis 2013.

## Biographie
Andrea Peron souffre de diabète de type 1, une maladie découverte à l'âge de 16 ans,.
Bien que passionné de course automobile, il commence le cyclisme à dix ans. De 2010 à 2012, il se distingue chez les amateurs italiens en obtenant onze victoires, principalement au sprint. Il passe ensuite professionnel en 2013 au sein de l'équipe Novo Nordisk, composée uniquement de coureurs diabétiques de type 1.
En mars 2021, il participe à Milan-San Remo, où il est membre de l'échappée du jour.

## Palmarès et résultats

### Palmarès par année
- 2008
  - 2e du Gran Premio Città di Venezia
- 2009
  - 3e de la Medaglia d'Oro Alfrdeo Lando
  - 3e du Gran Premio Città di Vigonza
- 2010
  - Mémorial Carlo Valentini
  - Astico-Brenta
  - 2e du Gran Premio Rinascita
  - 2e du Gran Premio di Roncolevà
  - 3e du Circuito delle Mura
  - 3e du Circuito dell'Assunta
  - 3e de la Medaglia d'Oro Fiera di Sommacampagna
- 2011
  - Gran Premio Rinascita
  - Medaglia d'Oro GS Villorba
  - Coppa Fratelli Paravano
  - Giro della Valcavasia
  - Medaglia d'Oro Fiera di Sommacampagna
  - 3e du Circuito del Termen
  - 3e du Trofeo Mati SAS
  - 3e du Gran Premio Ciclistico Arcade
- 2012
  - Mémorial Benfenati
  - Alta Padovana Tour
  - Mémorial Vincenzo Mantovani
  - Gran Premio Bianco di Custoza
  - 2e du Grand Prix De Nardi
  - 2e du Gran Premio Rinascita
  - 2e du Gran Premio di Roncolevà
  - 2e de la Medaglia d'Oro Città di Monza
  - 3e du Mémorial Denis Zanette
  - 3e du Giro della Valcavasia
- 2022
  - Grand Prix Kranj

### Classements mondiaux
| Année            | 2013 | 2014 | 2015 | 2016   | 2017   |
| ---------------- | ---- | ---- | ---- | ------ | ------ |
| UCI Asia Tour    | 157e | 427e | 222e |        |        |
| UCI America Tour |      |      | 447e |        |        |
| UCI Europe Tour  | 888e | 644e | 948e | 1 386e | 1 072e |